# Messena sinuata
Messena sinuata är en insektsart som beskrevs av Atkinson 1889. Messena sinuata ingår i släktet Messena och familjen Eurybrachidae. Inga underarter finns listade i Catalogue of Life.